# 부강 남성골산성
부강 남성골산성(芙江 南城谷山城)은 세종특별자치시 부강면에 있는 삼국시대의 산성이다. 2003년 9월 26일 충청북도의 기념물 제130호 '청원 남성골산성'으로 지정되었다가, 2012년 12월 31일 세종특별자치시의 기념물 제9호 '부강 남성골산성'으로 재지정되었다.

## 개요
남성골산성은 2001년 시굴조사와 2001년에서 2002년에 걸친 1차 발굴조사를 실시한 결과 내·외곽을 갖춘 목책성으로 확인되었다. 정상부에서 바라보면 부강 시내와 금강이 한눈에 내려다보이며, 남서쪽으로 계룡산, 북서쪽으로 조치원까지 조망이 가능하다. 
전체적인 구조는 내곽의 성터 부분과 성터 북서쪽의 낮은 사면대지 부분, 동쪽의 능선대지 부분으로 이루어진다. 내곽의 전체 둘레는 약 300m이고, 능선 대지의 평탄부는 폭 16.5m, 길이 53.5m이다.
정상부 남서쪽의 평탄부에 서문 터가 있고 동쪽에 북동문 터가 확인되었고 문터의 북쪽으로 석축 성벽을 축조한 흔적이 있어 목책 단계에서 석축 단계로 이행하는 과정을 보여주는 것으로 여겨진다.
출토유물은 4~5세기 백제 토기 조각과 5세기 후반대의 고구려 유물들이 대부분이다.

## 충청북도 기념물 지정사유
이 유적은 4~5세기 고구려·백제 유적 방어호, 목책, 성벽 등의 유구가 내외의 이중 방어호로 이루어진 점이 특징으로 집터와 가마터 및 원뿔대 모양의 구덩이 유구들은 생산, 저장, 생활유구의 성격을 밝히는 학술자료로 고대의 성책과 생활사 연구에 귀중한 자료이다.

## 참고 자료
- 부강 남성골산성 - 국가유산청 국가유산포털